# Rhynencina emphanes
Rhynencina emphanes är en tvåvingeart som först beskrevs av Steyskal 1979.  Rhynencina emphanes ingår i släktet Rhynencina och familjen borrflugor.
Artens utbredningsområde är Colombia. Inga underarter finns listade i Catalogue of Life.